# Finn Jones
Terence Jones (Londres, 24 de março de 1988), mais conhecido como Finn Jones, é um ator inglês famoso por interpretar o personagem Sor Loras Tyrell na série de televisão Game of Thrones e o personagem Punho de Ferro, na série da Netflix, que faz parte do Universo Cinematográfico da Marvel.

## Biografia
Jones estudou atuação durante três anos na Arts Educational Schools, em Londres. Seu primeiro papel profissional foi de Jaime, um homem apaixonado pela personagem Hannah Ashwort, em cinco episódios da segunda temporada da série de televisão Hollyoaks Later em 2009. No ano seguinte ele retornou ao personagem em Hollyoaks durante nove episódios.
Também em 2010, ele apareceu em dois episódios de The Bill como Mark Kennedy e em dois episódios de The Sarah Jane Adventures como Santiago Jones. Em 2011, Jones passou a interpretar o personagem Sor Loras Tyrell na série norte-americana Game of Thrones.

## Filmografia

### Cinema
| Ano  | Título                   | Papel  |
| ---- | ------------------------ | ------ |
| 2012 | Wrong Turn 5: Bloodlines | Teddy  |
| 2014 | Sleeping Beauty          | Barrow |
| 2014 | The Last Showing         | Martin |

### Televisão
| Ano       | Título                    | Papel                        | Notas                                                                      |
| --------- | ------------------------- | ---------------------------- | -------------------------------------------------------------------------- |
| 2009      | Hollyoaks Later           | Jamie                        | 5 episódios                                                                |
| 2010      | The Bill                  | Mark Kennedy                 | 2 episódios: "Great Responsability" e "Great Power"                        |
| 2010      | The Sarah Jane Adventures | Santiago Jones               | 2 episódios: "Death of the Doctor: Part 1" e "Death of the Doctor: Part 2" |
| 2010      | Hollyoaks                 | Jamie                        | 9 episódios                                                                |
| 2010-2011 | Doctors                   | Tristan Bentley / Tim Hebdon | 2 episódios: "Vision" e "Mixed Doubles"                                    |
| 2011-2016 | Game of Thrones           | Loras Tyrell                 | 21 episódios                                                               |
| 2015      | Life in Squares           | Julian Bell                  | 3 episódios                                                                |
| 2017-2018 | Punho de Ferro            | Danny Rand / Punho de Ferro  | 23 episódios                                                               |
| 2017-2018 | Os Defensores             | Danny Rand / Punho de Ferro  | 8 episódios                                                                |